# Alejandro Macías
Alejandro Ernesto Macías Hernández (n. León de Los Aldama, Guanajuato, México; 27 de junio de 1956) conocido como Dr. Alejandro Macías, es un médico, profesor, científico, investigador, catedrático de universidad, internista, infectologo y divulgador mexicano. Fue comisionado de salud en la pandemia de gripe A (H1N1). Fue subdirector de Control de Infecciones del Instituto Nacional de Ciencias Médicas y Nutrición «Salvador Zubirán» de 2004 al 2019. Asimismo, en 2009 fue comisionado especial para la Atención de la Influenza en México. Durante la pandemia de COVID-19 ha destacado su trabajo por la divulgación científica. Actualmente es académico de tiempo completo del Área de Microbiología y Enfermedades Infecciosas del Departamento de Medicina y Nutrición de la Universidad de Guanajuato.

## Biografía
Nació en León Guanajuato, México, el miércoles 27 de junio de 1956. 

## Trayectoria

### Académica
Es médico cirujano con formación académica en la Universidad de Guanajuato obteniendo su cédula profesional en 1982, es especialista en medicina interna e infectología por la Universidad Nacional Autónoma de México (UNAM) y el Instituto Nacional de Ciencias Médicas y Nutrición «Salvador Zubirán» respectivamente. Además, cuenta con especialidad en laboratorio de microbiología y salud pública, Universidad de California en Los Ángeles (UCLA), de Los Ángeles, en el estado de California, Estados Unidos, y una maestría en ciencias de biología molecular de enfermedades infecciosas por la Universidad de Londres en el Reino Unido.

### Profesional
Actualmente, además, es profesor de tiempo completo en la Universidad de Guanajuato, es Investigador Nacional Nivel 3 en el Consejo Nacional de Ciencia y Tecnología, así como académico en la Academia Nacional de Medicina. Durante más de 10 años fue el jefe de Control de Infecciones, Instituto Nacional de Ciencias Médicas y Nutrición «Salvador Zubirán», donde se ganó el apodo de «El zar de la Influenza» por su papel protagónico durante la pandemia de gripe A (H1N1) en México. De 1989 a 2003 fue jefe de Microbiología y de 2004 a 2005 jefe de Investigación, en la Facultad de Medicina de la Universidad de Guanajuato. Fue específicamente de 2009 a 2010, durante el sexenio de Felipe Calderón, cuando lo nombraron el comisionado nacional para la atención de la influenza en México.

### Divulgador
Alcanzó notoriedad a partir de 2020 por sus conocimientos de infectología siendo su medio principal su canal de YouTube. Dedicándose a explicar dudas y dando información sobre la COVID-19 y sus variantes. Además, también de dar información de otras enfermedades como la viruela del mono. Además, ha sido invitado como experto a medios informativos como Milenio Noticias y foros organizados por el Gobierno de México.